# Toei Company
La Toei Company (東映株式会社?, Tōei Kabushiki-gaisha) è una casa di produzione e distribuzione cinematografica e televisiva con sede a Tokyo. Inoltre possiede circa 34 cinema a Tokyo e diversi studi di produzione fra Tokyo e Kyoto.
Fu fondata nel 1949 assorbendo gli studi di Tokyo della Shinko Eiga.
Produce soprattutto film d'azione (con molti effetti speciali) e drammi storici. La sua divisione Toei Animation è tra i più importanti studi di animazione giapponese.
Il nome "Toei" deriva dal nome della precedente società, la Tōkyō Eiga Haikyū (o Tokyo Film Distribution Company, che non va confusa con la Tokyo Eiga).